# Campeonato da Europa de Atletismo de 1962
A 7ª edição do Campeonato da Europa de Atletismo foi realizada de 12 a 16 de setembro de 1962 no Estádio Partizan, em Belgrado, na Iugoslávia. Foram disputadas 36 provas com 670 atletas de 29 nacionalidades. 

## Medalhistas

### Masculino
| Evento                                                                   | Ouro                                                                                         | Ouro        | Prata                                                                            | Prata     | Bronze                                                                           | Bronze    |
| ------------------------------------------------------------------------ | -------------------------------------------------------------------------------------------- | ----------- | -------------------------------------------------------------------------------- | --------- | -------------------------------------------------------------------------------- | --------- |
| 100 metros                                                               | Claude Piquemal (FRA)                                                                        | 10.4        | Jocelyn Delecour (FRA)                                                           | 10.4      | Peter Gamper (FRG)                                                               | 10.4      |
| 200 metros                                                               | Owe Jonsson (SWE)                                                                            | 20.7 CR     | Marian Foik (POL)                                                                | 20.8      | Sergio Ottolina (ITA)                                                            | 20.8      |
| 400 metros                                                               | Robbie Brightwell (GBR)                                                                      | 45.9 CR     | Manfred Kinder (FRG)                                                             | 46.1      | Joachim Reske (FRG)                                                              | 46.4      |
| 800 metros                                                               | Manfred Matuschewski (GDR)                                                                   | 1:50.5      | Valeriy Bulyshev (URS)                                                           | 1:51.2    | Paul Schmidt (FRG)                                                               | 1:51.2    |
| 1 500 metros                                                             | Michel Jazy (FRA)                                                                            | 3:40.9 CR   | Witold Baran (POL)                                                               | 3:42.1    | Tomáš Salinger (TCH)                                                             | 3:42.2    |
| 5 000 metros                                                             | Bruce Tulloh (GBR)                                                                           | 14:00.6     | Kazimierz Zimny (POL)                                                            | 14:01.8   | Pyotr Bolotnikov (URS)                                                           | 14:02.6   |
| 10 000 metros                                                            | Pyotr Bolotnikov (URS)                                                                       | 28:54.0 CR  | Friedrich Janke (GDR)                                                            | 29:01.6   | Roy Fowler (GBR)                                                                 | 29:02.0   |
| Maratona                                                                 | Brian Kilby (GBR)                                                                            | 2:23:18.8   | Aurèle Vandendriessche (BEL)                                                     | 2:24:02.0 | Viktor Baykov (URS)                                                              | 2:24:19.8 |
| 110 metros barreiras                                                     | Anatoly Mikhailov (URS)                                                                      | 13.8        | Giovanni Cornacchia (ITA)                                                        | 14.0      | Nikolay Berezutskiy (URS)                                                        | 14.2      |
| 400 metros barreiras                                                     | Salvatore Morale (ITA)                                                                       | 49.2 CR, WR | Jörg Neumann (FRG)                                                               | 50.3      | Helmut Janz (FRG)                                                                | 50.5      |
| 3 000 metros obstáculos                                                  | Gaston Roelants (BEL)                                                                        | 8:32.6 CR   | Zoltán Vámos (ROU)                                                               | 8:37.6    | Nikolay Sokolov (URS)                                                            | 8:40.6    |
| 20 km marcha                                                             | Ken Matthews (GBR)                                                                           | 1:35:54.8   | Hans-Georg Reimann (GDR)                                                         | 1:36:14.2 | Vladimir Golubnichiy (URS)                                                       | 1:36:37.6 |
| 50 km marcha                                                             | Abdon Pamich (ITA)                                                                           | 4:19:46.6   | Grigoriy Panichkin (URS)                                                         | 4:24:35.6 | Donald Thompson (GBR)                                                            | 4:29:00.2 |
| 4×100 metros estafetas                                                   | Alemanha Ocidental · Klaus Ulonska · Peter Gamper · Hans-Joachim Bender · Manfred Germar     | 39.5 CR     | Polónia · Jerzy Juskowiak · Andrzej Zieliński · Zbigniew Syka · Marian Foik      | 39.5      | Reino Unido · Alf Meakin · Ron Jones · Berwyn Jones · David Jones                | 39.8      |
| 4×400 metros estafetas                                                   | Alemanha Ocidental · Wilfried Kindermann · Johannes Schmitt · Joachim Reske · Manfred Kinder | 3:05.8 CR   | Grã-Bretanha · Barry Jackson · Ken Wilcock · Adrian Metcalfe · Robbie Brightwell | 3:05.9    | Suíça · Bruno Galliker · Jean-Louis Descloux · Marius Theiler · Hans-Rüdi Bruder | 3:07.0    |
| Salto em altura                                                          | Valeriy Brumel (URS)                                                                         | 2.21 m CR   | Stig Pettersson (SWE)                                                            | 2.13 m    | Robert Shavlakadze (URS)                                                         | 2.09 m    |
| Salto em comprimento                                                     | Igor Ter-Ovanesyan (URS)                                                                     | 7.87 m CR   | Rainer Stenius (FIN)                                                             | 7.85 m    | Pentti Eskola (FIN)                                                              | 7.85 m    |
| Salto com vara                                                           | Pentti Nikula (FIN)                                                                          | 4.80 m CR   | Rudolf Tomášek (TCH)                                                             | 4.60 m    | Kauko Nyström (FIN)                                                              | 4.60 m    |
| Triplo salto                                                             | Józef Szmidt (POL)                                                                           | 16.55 m CR  | Vladimir Goryaev (URS)                                                           | 16.39 m   | Oleg Fyodoseyev (URS)                                                            | 16.24 m   |
| Lançamento do peso                                                       | Vilmos Varjú (HUN)                                                                           | 19.02 m CR  | Viktor Lipsnis (URS)                                                             | 18.38 m   | Alfred Sosgórnik (POL)                                                           | 18.26 m   |
| Lançamento do disco                                                      | Vladimir Trusenyev (URS)                                                                     | 57.11 m CR  | Kees Koch (NED)                                                                  | 55.96 m   | Lothar Milde (GDR)                                                               | 55.47 m   |
| Lançamento do dardo                                                      | Jānis Lūsis (URS)                                                                            | 82.04 m CR  | Viktor Tsybulenko (URS)                                                          | 77.92 m   | Władysław Nikiciuk (POL)                                                         | 77.66 m   |
| Lançamento do martelo                                                    | Gyula Zsivótzky (HUN)                                                                        | 69.64 m CR  | Aleksey Baltovskiy (URS)                                                         | 66.93 m   | Yuriy Bakarinov (URS)                                                            | 66.57 m   |
| Decatlo                                                                  | Vasili Kuznetsov (URS)                                                                       | 8026 pts CR | Werner von Moltke (FRG)                                                          | 8022 pts  | Manfred Bock (FRG)                                                               | 7835 pts  |
| WR - recorde mundial; ER - recorde europeu; CR - recorde dos campeonatos |                                                                                              |             |                                                                                  |           |                                                                                  |           |

### Feminino
| Evento                                             | Ouro                                                                            | Ouro        | Prata                                                                             | Prata    | Bronze                                                               | Bronze   |
| -------------------------------------------------- | ------------------------------------------------------------------------------- | ----------- | --------------------------------------------------------------------------------- | -------- | -------------------------------------------------------------------- | -------- |
| 100 metros                                         | Dorothy Hyman (GBR)                                                             | 11.3        | Jutta Heine (FRG)                                                                 | 11.3     | Teresa Ciepły (POL)                                                  | 11.4     |
| 200 metros                                         | Jutta Heine (FRG)                                                               | 23.5 CR     | Dorothy Hyman (GBR)                                                               | 23.7     | Barbara Janiszewska (POL)                                            | 23.9     |
| 400 metros                                         | Maria Itkina (URS)                                                              | 53.4 CR     | Joy Grieveson (GBR)                                                               | 53.9     | Tilly van der Zwaard (NED)                                           | 54.4     |
| 800 metros                                         | Gerda Kraan (NED)                                                               | 2:02.8 CR   | Waltraud Kaufmann (GDR)                                                           | 2:05.0   | Olga Kazi (HUN)                                                      | 2:05.0   |
| 80 metros barreiras                                | Teresa Ciepły (POL)                                                             | 10.6 CR     | Karin Balzer (GDR)                                                                | 10.6     | Maria Piątkowska (POL) · Erika Fisch (FRG)                           | 10.6     |
| 4×100 metros estafetas                             | Polónia · Teresa Ciepły · Barbara Sobotta · Elżbieta Szyroka · Maria Piątkowska | 44.5 CR     | Alemanha Ocidental · Erika Fisch · Martha Pensberger · Maren Collin · Jutta Heine | 44.6     | Grã-Bretanha · Ann Packer · Dorothy Hyman · Daphne Arden · Mary Rand | 44.9     |
| Salto em altura                                    | Iolanda Balaş (ROU)                                                             | 1.83 m CR   | Olga Gere (YUG)                                                                   | 1.76 m   | Linda Knowles (GBR)                                                  | 1.73 m   |
| Salto em comprimento                               | Tatyana Shchelkanova (URS)                                                      | 6.36 m CR   | Elżbieta Krzesińska (POL)                                                         | 6.22 m   | Mary Rand (GBR)                                                      | 6.22 m   |
| Lançamento do peso                                 | Tamara Press (URS)                                                              | 18.55 m CR  | Renate Garisch (GDR)                                                              | 17.17 m  | Galina Zybina (URS)                                                  | 16.95 m  |
| Lançamento do disco                                | Tamara Press (URS)                                                              | 56.91 m CR  | Doris Müller (GDR)                                                                | 53.60 m  | Jolán Kontsek (HUN)                                                  | 52.82 m  |
| Lançamento do dardo                                | Elvĩra Ozoliņa (URS)                                                            | 54.93 m     | Maria Diaconescu (ROU)                                                            | 52.10 m  | Alevtina Shastiko (URS)                                              | 51.80 m  |
| Pentatlo                                           | Galina Bystrova (URS)                                                           | 4833 pts CR | Denise Guénard (FRA)                                                              | 4735 pts | Helga Hoffmann (FRG)                                                 | 4676 pts |
| WR - recorde mundial; CR - recorde dos campeonatos |                                                                                 |             |                                                                                   |          |                                                                      |          |

## Quadro de medalhas
| Ordem | País               | Medalha de ouro | Medalha de prata | Medalha de bronze | Total |
| ----- | ------------------ | --------------- | ---------------- | ----------------- | ----- |
| 1     | União Soviética    | 11              | 15               | 9                 | 35    |
| 2     | Polónia            | 8               | 2                | 2                 | 12    |
| 3     | Reino Unido        | 7               | 5                | 5                 | 17    |
| 4     | Alemanha Ocidental | 6               | 3                | 6                 | 15    |
| 5     | Suécia             | 1               | 2                | 3                 | 6     |
| 6     | Tchecoslováquia    | 1               | 2                | 1                 | 4     |
| 7     | Finlândia          | 1               | 0                | 0                 | 1     |
| 7     | Roménia            | 1               | 0                | 0                 | 1     |
| 9     | Alemanha Oriental  | 0               | 2                | 4                 | 6     |
| 10    | Noruega            | 0               | 2                | 0                 | 2     |
| 12    | Bulgária           | 0               | 1                | 0                 | 1     |
| 12    | Itália             | 0               | 1                | 0                 | 1     |
| 12    | Iugoslávia         | 0               | 1                | 0                 | 1     |
| 14    | Hungria            | 0               | 0                | 2                 | 2     |
| 15    | França             | 0               | 0                | 1                 | 1     |
| 15    | Irlanda            | 0               | 0                | 1                 | 1     |
| 15    | Islândia           | 0               | 0                | 1                 | 1     |
| 15    | Suíça              | 0               | 0                | 1                 | 1     |
|       | TOTAL              | 36              | 36               | 36                | 108   |

## Participantes
De acordo com uma contagem não oficial, 668 atletas de 29 países participaram do evento, dois atletas mais do que o número oficial de 670 como publicado.   Uma equipe alemã comum compreendendo atletas da Alemanha Oriental e Ocidental estava competindo. A atribuição dos atletas à Alemanha Oriental ou Ocidental foi realizada utilizando a base de dados da Deutsche Gesellschaft für Leichtathletik-Dokumentation 1990 e V. 
| - Áustria (9) - Bélgica (11) - Bulgária (21) - Checoslováquia (25) - Dinamarca (4) - Finlândia (29) - França (42) | - Alemanha (96) - Alemanha Oriental (50) - Alemanha Ocidental (46) - Grécia (11) - Hungria (40) - Islândia (4) - Irlanda (4) - Itália (36) | - Liechtenstein (2) - Luxemburgo (3) - Malta (1) - Países Baixos (8) - Noruega (14) - Polónia (50) - Portugal (3) - Roménia (18) | - União Soviética (74) - Espanha (6) - Suécia (18) - Suíça (16) - Turquia (11) - Reino Unido (74) - Iugoslávia (38) |